# Svensksund (1856)
Svensksund, officiellt HM Kanonbåt Svensksund, var en 2:a klass kanonbåt i svenska Kungliga flottan. Hun byggdes av Motala varv och sjösattes 1856. Hun var byggd i trä och stål, var försedd med två master och kunde föra upp till 270 m² segel. Mellan 1866 och 1867 monterades de två kanonerna bort och ersattes av en 96 mm kanon samt fick segelytan ökad. I samband med detta så klassades hun om till kanonångsskonert. Besättningen kunde då minskas till 31 man. Efter att hon utrangerats användes som logementsfartyg.